# Scipione Pulzone
Scipione Pulzone, född omkring 1550 i Gaeta, död 1 februari 1598 i Rom, var en italiensk målare. Han var influerad av bland andra Girolamo Siciolante da Sermoneta.

## Bilder

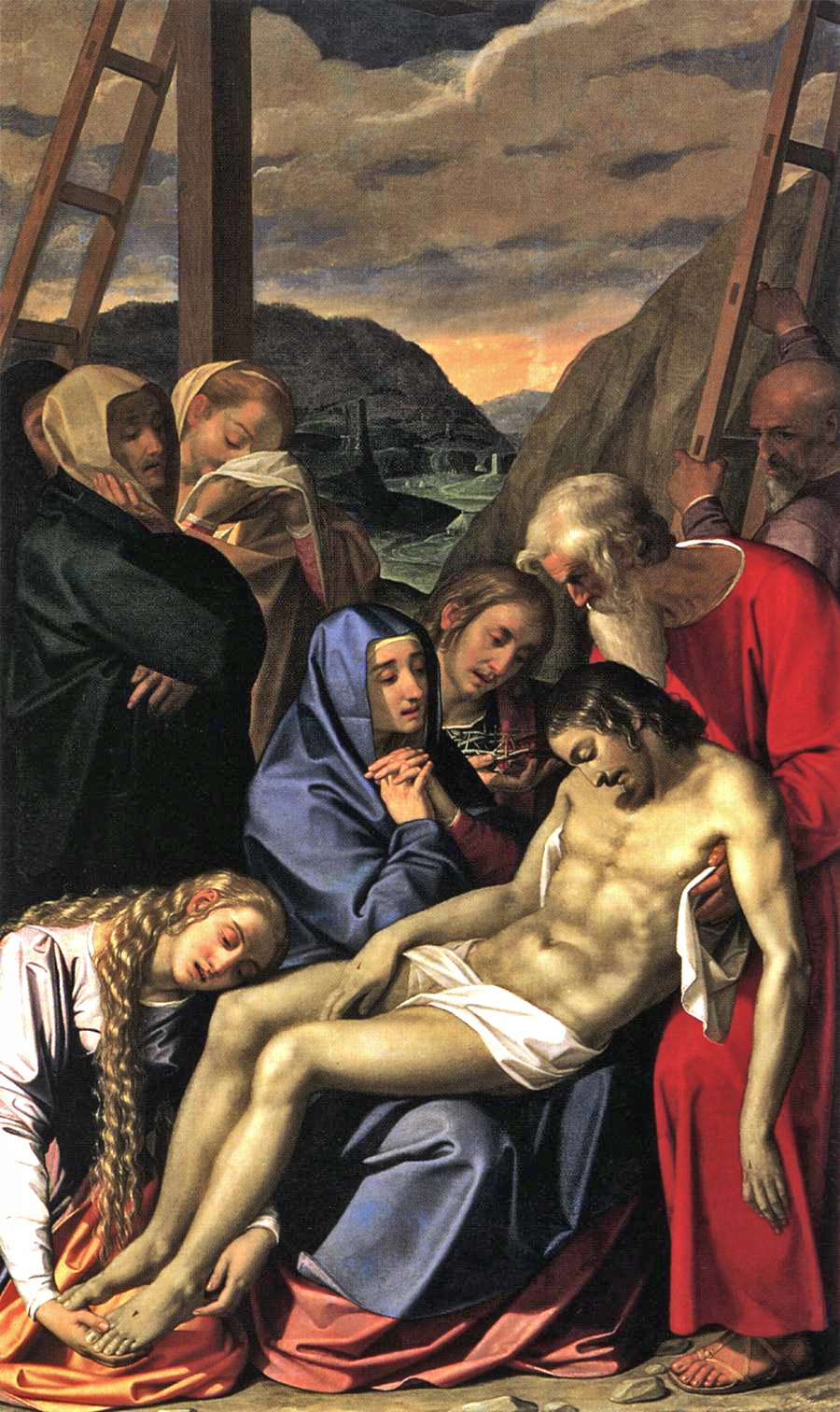
Kristi begråtande. Metropolitan Museum of Art.
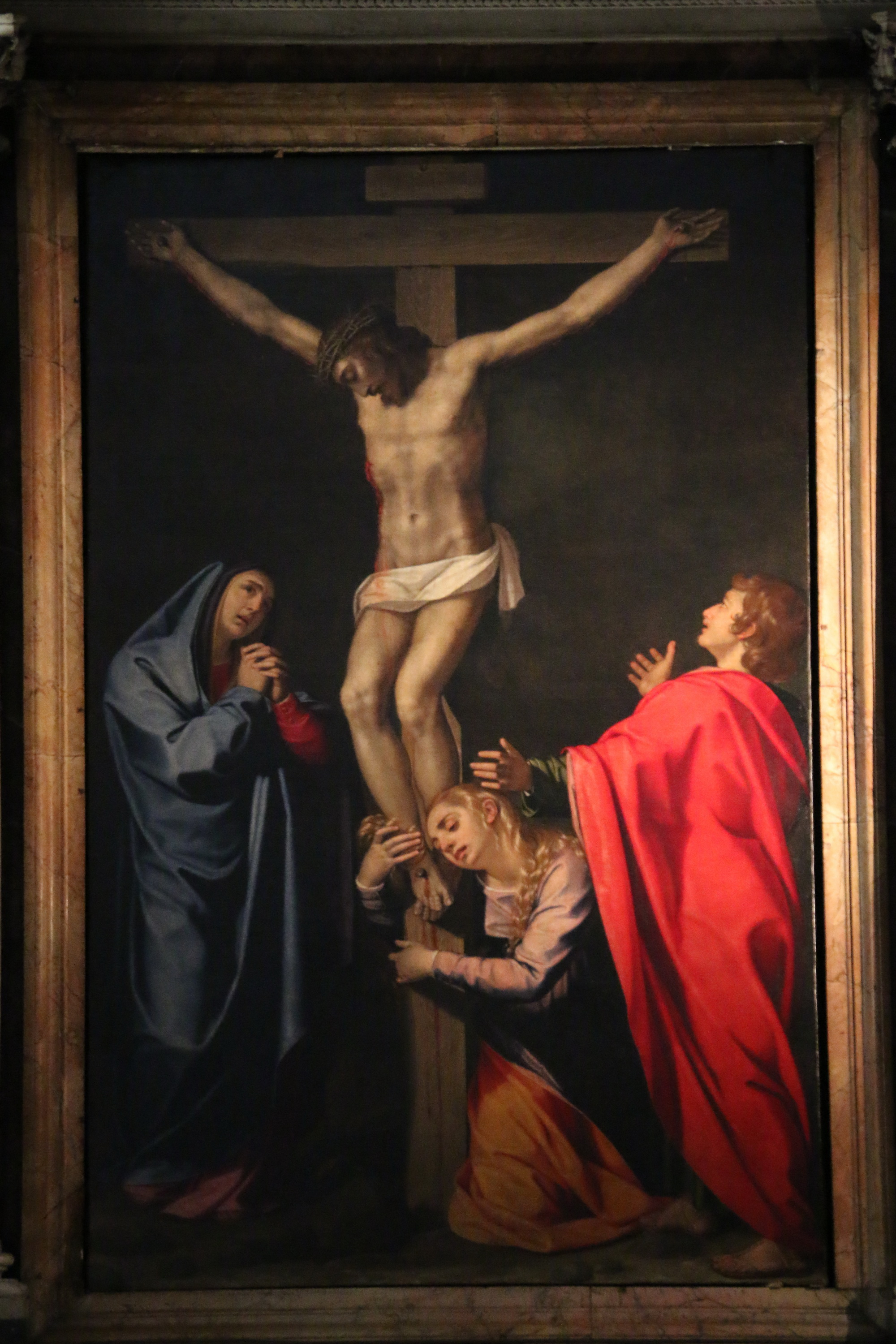
Korsfästelsen. Santa Maria in Vallicella.
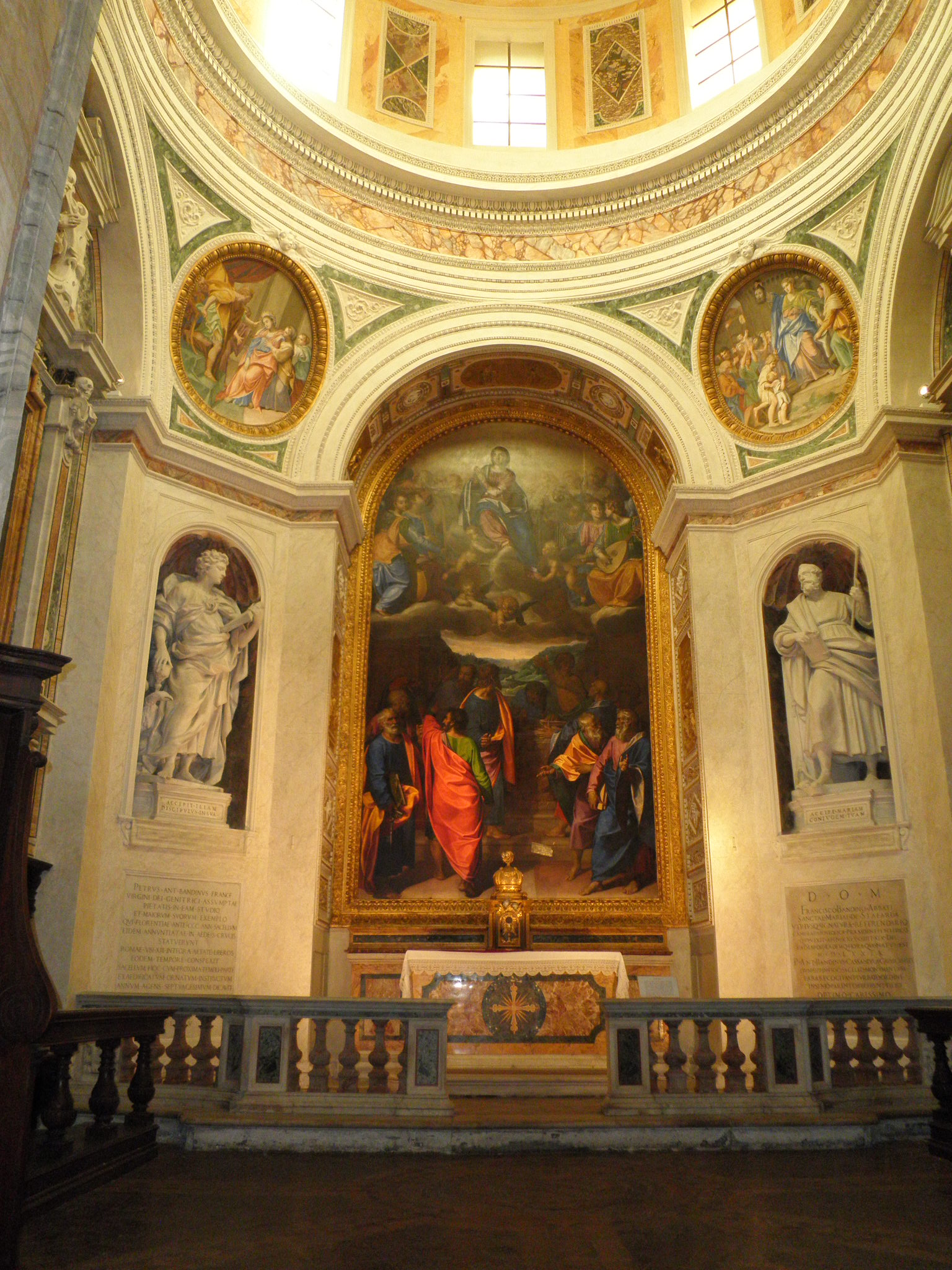
Jungfru Marie Himmelsfärd. Cappella Bandini, San Silvestro al Quirinale.
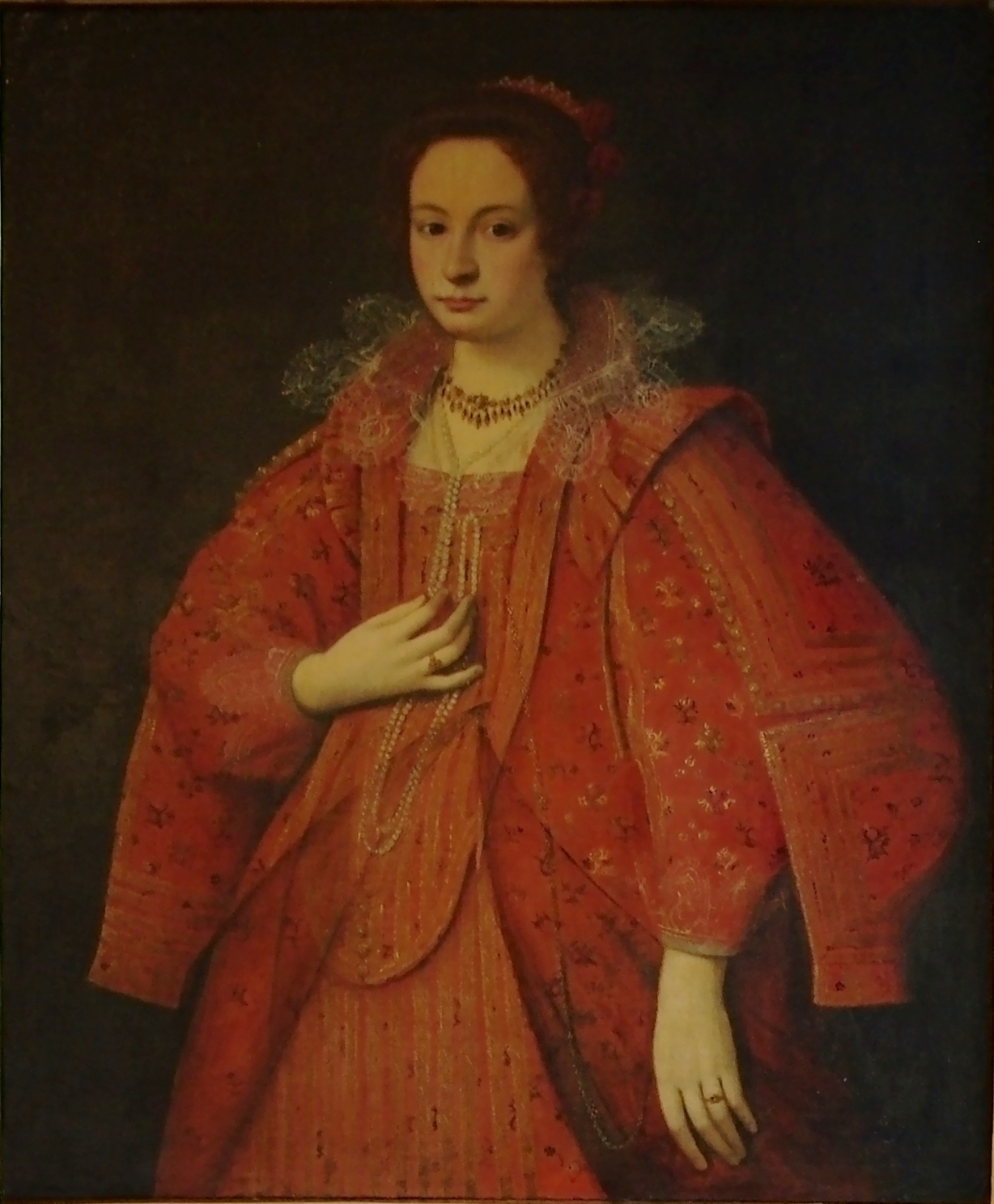
Kvinna i rött.